# Place Jean-Jaurès (Castres)
Pour les articles homonymes, voir Place Jean-Jaurès.
La place Jean-Jaurès est la place principale de la ville de Castres (Tarn, France).

## Situation et accès
La place se trouve en bordure de l'Agoût.

## Origine du nom
Elle tient son nom du député socialiste natif de Castres, Jean Jaurès.

## Historique

### Origine
Le projet d'établir une grande place centrale pour Castres germe dès 1724, lorsqu'un incendie endommage les anciennes halles. C'est après la Révolution française, que le conseil municipal de la ville vote la construction d'une telle place, le 4 juin 1796. L'accord pour la destruction du couvent des Dominicains, ainsi que de l'antique basilique Saint-Vincent est donnée en 1804. Néanmoins, il faut attendre 1833 pour que ce projet voit le jour, après qu'un accord royal ait été donné en 1827. 

### La place Royale
La nouvelle place prend tout d'abord le nom de place Royale, sous la monarchie de Juillet, et se compose d'une grande aire bordée d'arcades plantée d'ormeaux. Elle n'est pas encore achevée lorsque le Second Empire succède à la monarchie, et prend le nom de place Impériale, et enfin de place Nationale, sous la IIIe République. Les travaux ne sont d'ailleurs réellement achevés qu'en 1872, après l'avènement de ce nouveau régime. 
Elle possède alors une halle aux grains surplombant l'Agoût, qui, surchargée est remplacé par celle de la place de l'Albinque dès 1869. L'ancienne halle est alors surélevée et renommée "immeuble des arcades". En 1867, le député Eugène Pereire offre une fontaine à la place, en partie œuvre de Mathurin Moreau, reproduction miniature d'une de celle de la place de la Concorde.

### La place Jean-Jaurès
En 1925, la statue du député Jean Jaurès réalisée par Gabriel Pech, est inaugurée en présence d'Édouard Herriot, président du Conseil et de l'amiral Louis Jaurès (frère de Jean Jaurès). La place prend son nom définitif de place Jean-Jaurès, qui ne changera que pour la durée du régime de Vichy, lorsque le 17 octobre 1940, le conseil municipal, sur demande du gouvernement, renomme toutes les rues et places portant le nom « d'étrangers ou de personnalités politiques de la ville ». La place Jean Jaurès redevient place Nationale pour quelques années, jusqu'à la Libération.
Des tilleuls sont plantés en 1946. En 2005, la place devient entièrement piétonne, et elle est réaménagée et pavée de granit (provenant en partie du Sidobre). Elle accueille le marché plusieurs fois par semaine, ainsi que le marché de Noël en période de fêtes.

## Bâtiments remarquables et lieux de mémoire

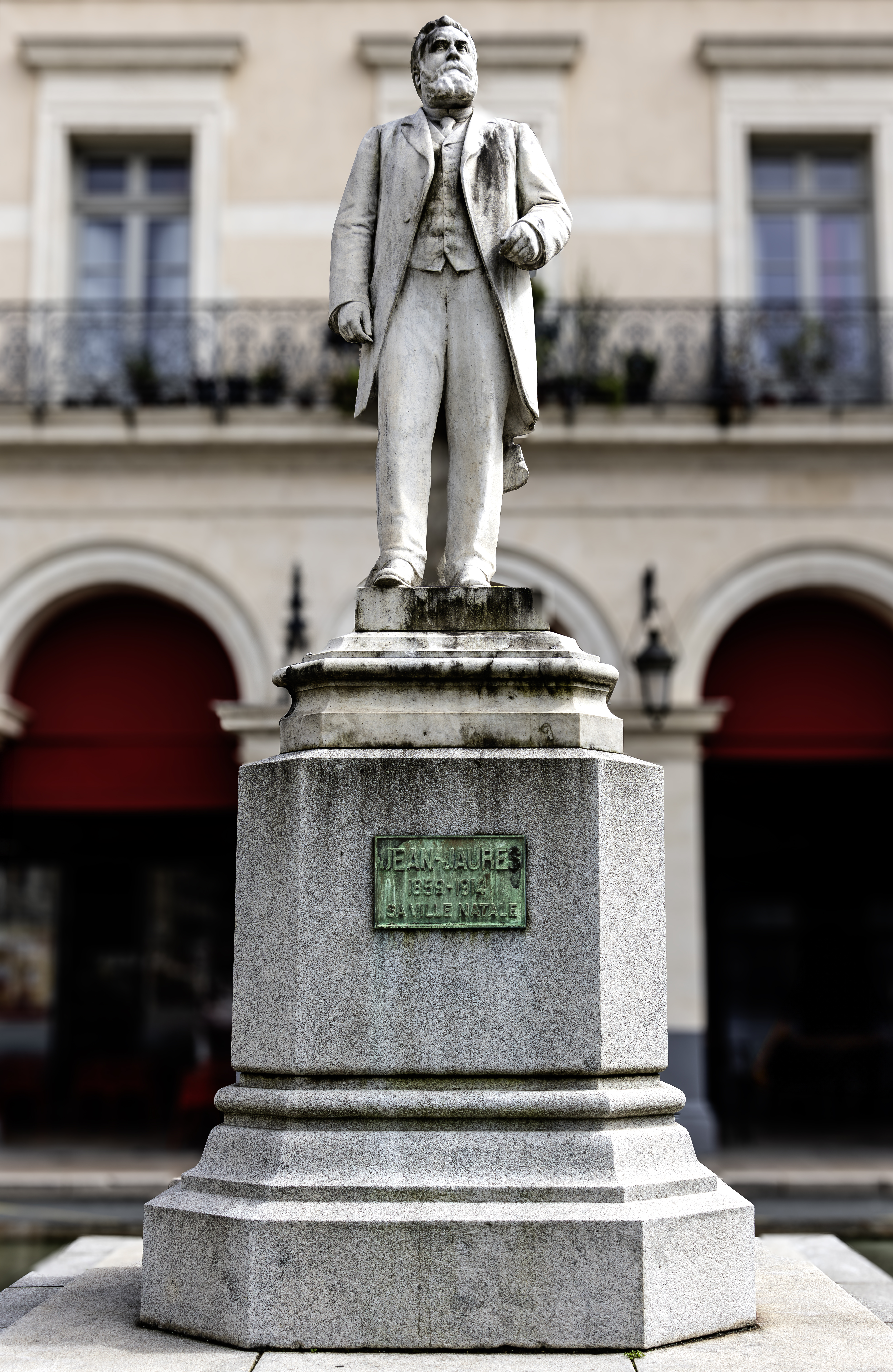
Le monument au tribun castrais Jean Jaurès par le sculpteur Gabriel Pech
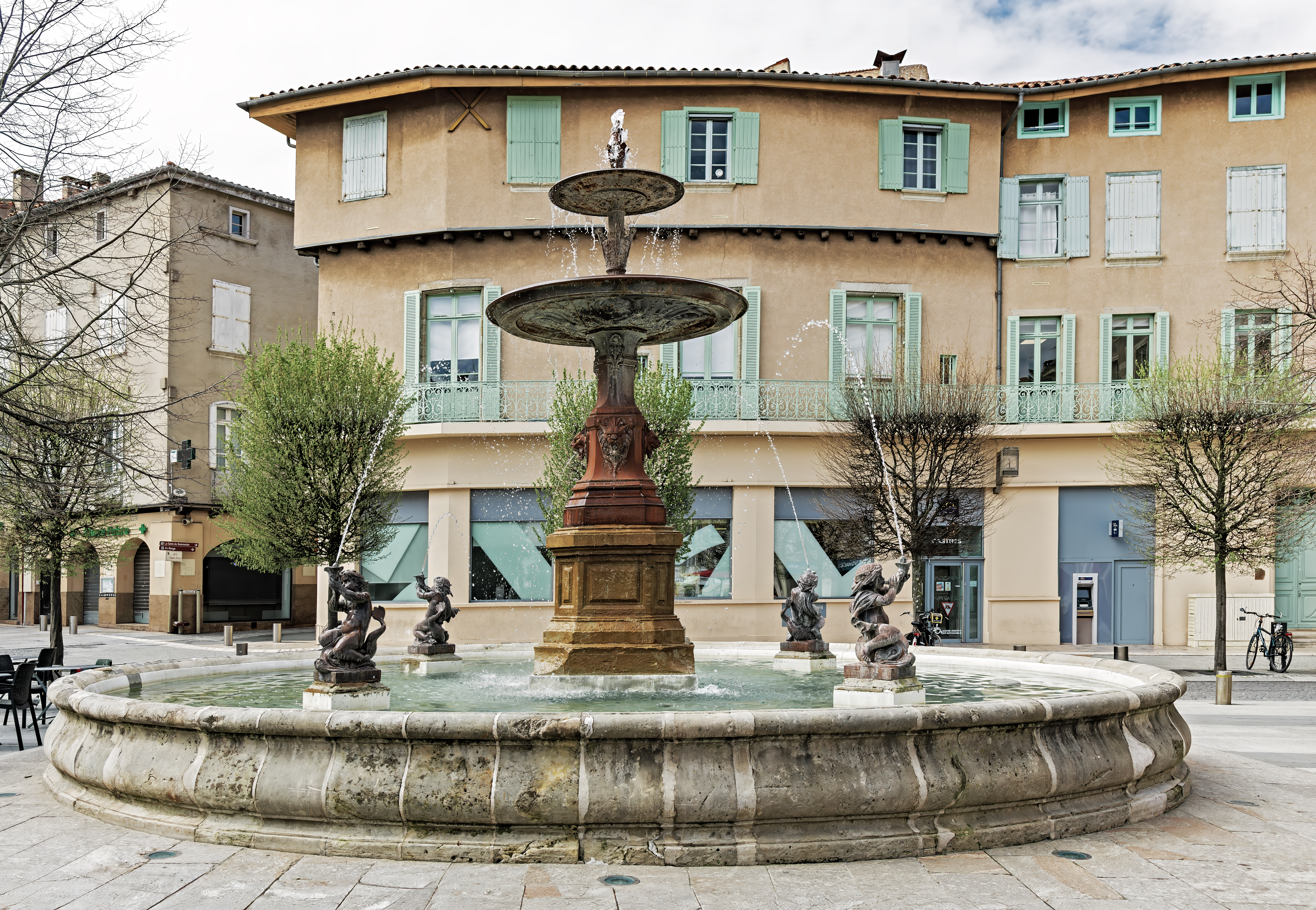
La Fontaine des Angelots, offerte par le député Eugène Pereire
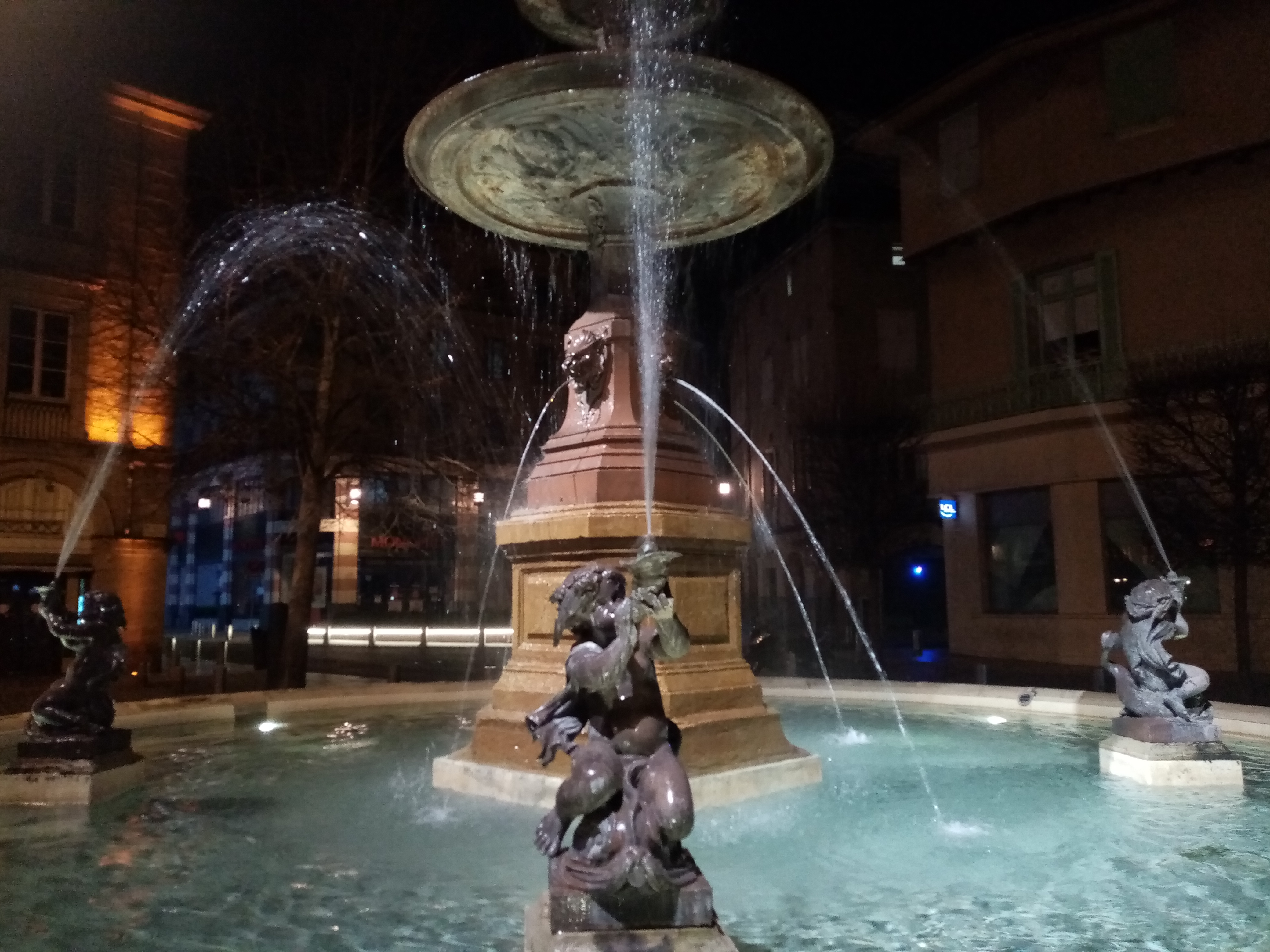
Bassin avec quatre chérubins sur des poissons, surmontés de deux vasques

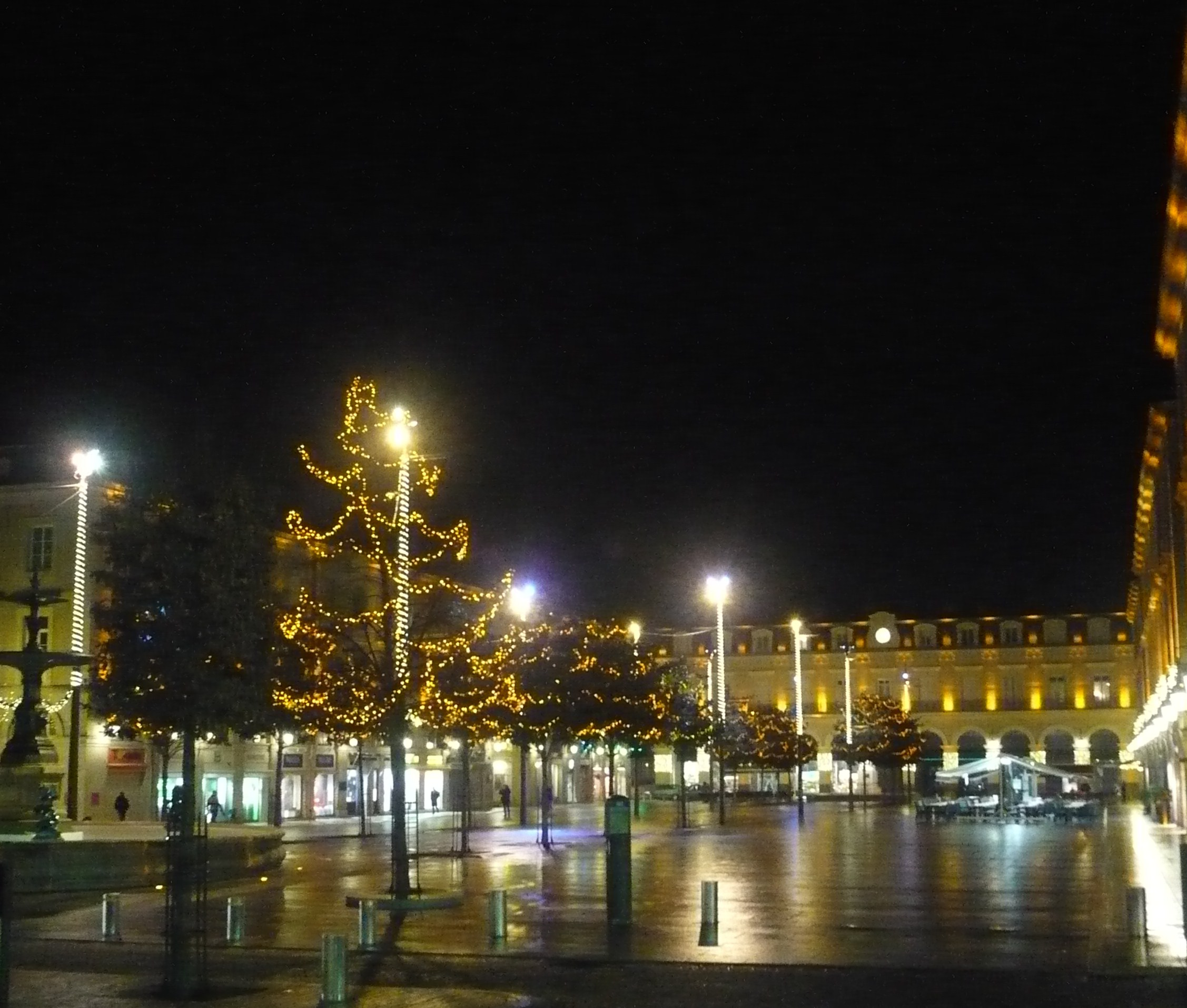
La place Jean-Jaurès illuminée la nuit
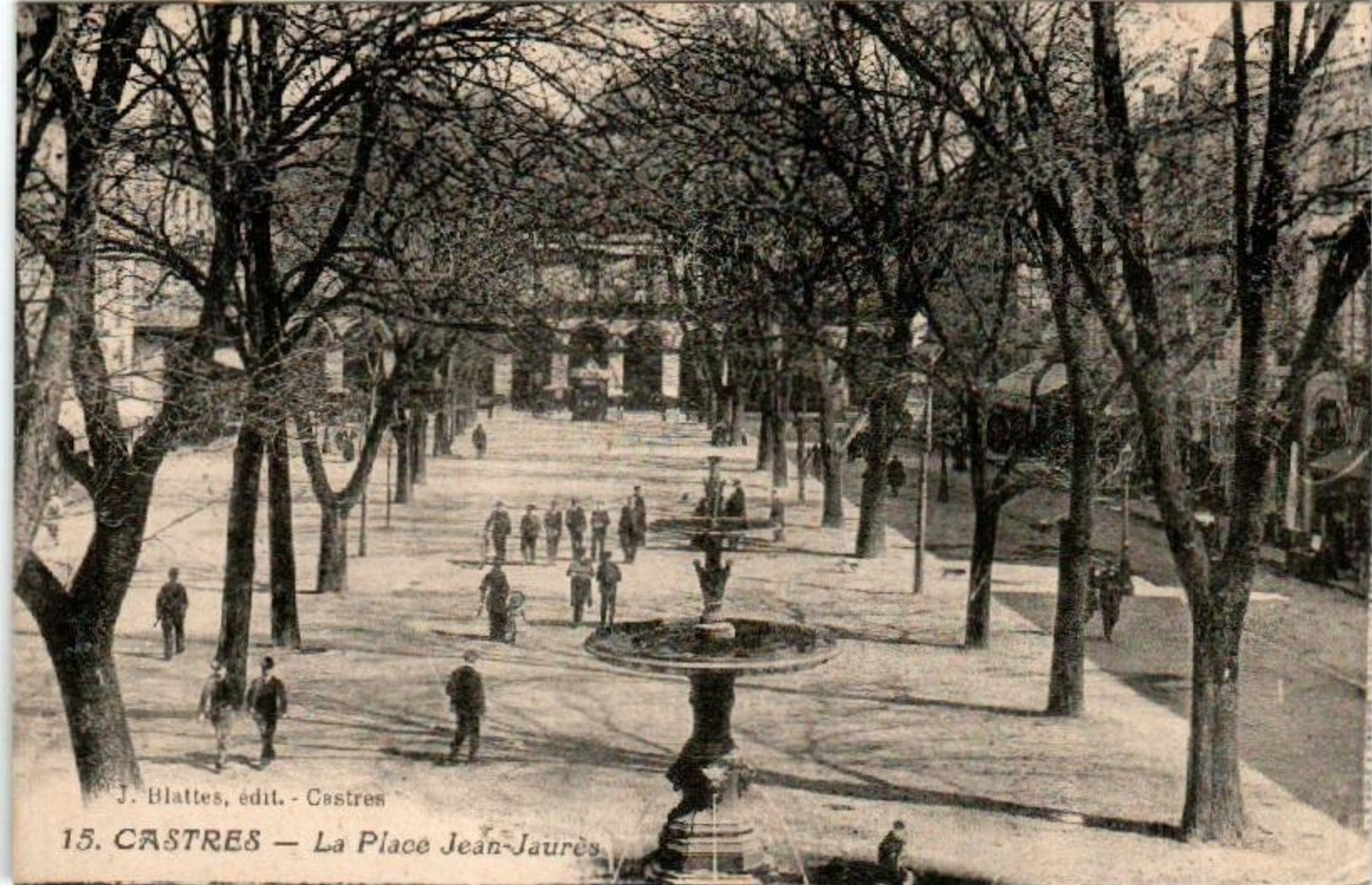
La place Jean-Jaurès et ses grands ormeaux au début du XXe siècle
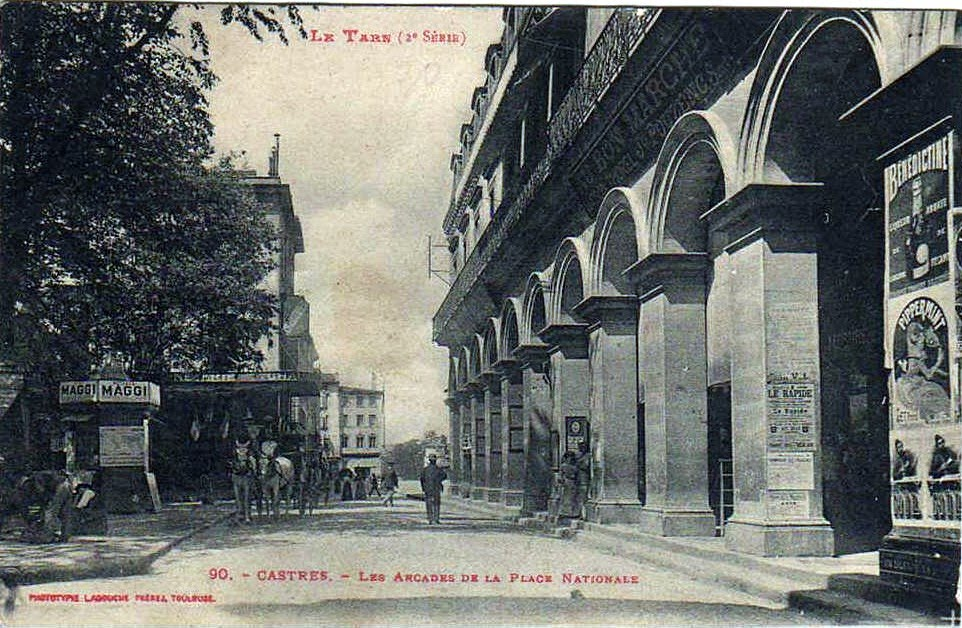
L'immeuble des Arcades, avec à gauche un ancien kiosque au début du XXe siècle
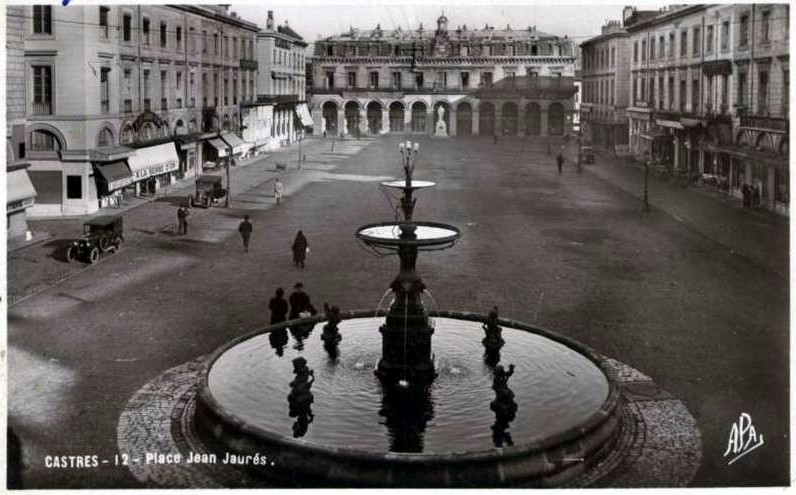
La place Jean Jaurès dans la seconde moitié du XXe siècle